# 名城大学短期大学部
名城大学短期大学部（日语：／ Meijō Daigaku Tanki Daigakubu *）是过去一所位于日本爱知县名古屋市天白区的私立短期大学。

## 概要

### 简介
- 学校最早可以追溯到1926年即讲习所的创立[注 5]。短期大学为于1950年开办[1]、由学校法人名城大学经营。招生到2002年[注 6]、2005年停办[2]。

### 历史
- 1950年 名城大学短期大学部成立并同时设置商经科。分离为两个专攻、以下列举。
  - 第一部
  - 第二部[注 3]
- 1954年 两个学科成立、以下列举。
  - 机械科[注 4]
  - 电机科[注 4]
- 1965年 校园迁址至天白区从昭和区。
- 2000年 商经科改编为信息国际科。
- 2002年 最后一年招生、次年停止招生（正式停办于2005年7月29日[2]）

## 学校环境
- 校区：位於爱知县名古屋市天白区[注 1]

## 组织

### 学科
- 信息国际科
- 教养科

### 前学科
| - 商经科 - 第一部 - 第二部 - 机械科 - 电机科 |

### 专科
| - 没有 |

### 业余课程
| - 没有 |